# Teatro Sant'Angelo
Le Teatro Sant'Angelo était un théâtre de Venise, construit par l'architecte Santurini, qui fut en activité de 1677 jusqu'aux dernières années du XVIIIe siècle. Il comptait 136 loges. Considéré à l'époque comme un des sept théâtres lyriques de Venise, il fut un concurrent historique, pour la programmation, du Teatro San Moisè.
Situé au bord du Grand Canal, près de pont du Rialto, il fut inauguré en 1677 avec le drame Helena rapita da Paride de Domenico Freschi. Parmi les acteurs principaux du théâtre, on trouve Antonio Vivaldi qui a relancé plusieurs saisons musicales (jouant ici douze de ses opéras parmi ceux expressément composés pour être joués pour la première fois à Venise).
À partir de 1748, on y représenta de nombreuses comédies de Carlo Goldoni grâce à un accord avec le capocomico Girolamo Medebach, qui l'engagea comme auteur attitré. Puis, en 1753, après y avoir créé La Locandiera, Goldoni quitta le Sant'Angelo pour le Teatro San Luca. Par la suite la scène vénitienne perdit de l'importance et déclina. En 1804, pendant l'occupation française, le Sant'Angelo fut fermé en même temps que d'autres théâtres vénitiens moins importants et, au XIXe siècle, fut construit à son emplacement le Palazzo Barocci, occupé désormais par un hôtel.

## Premières (sélection)

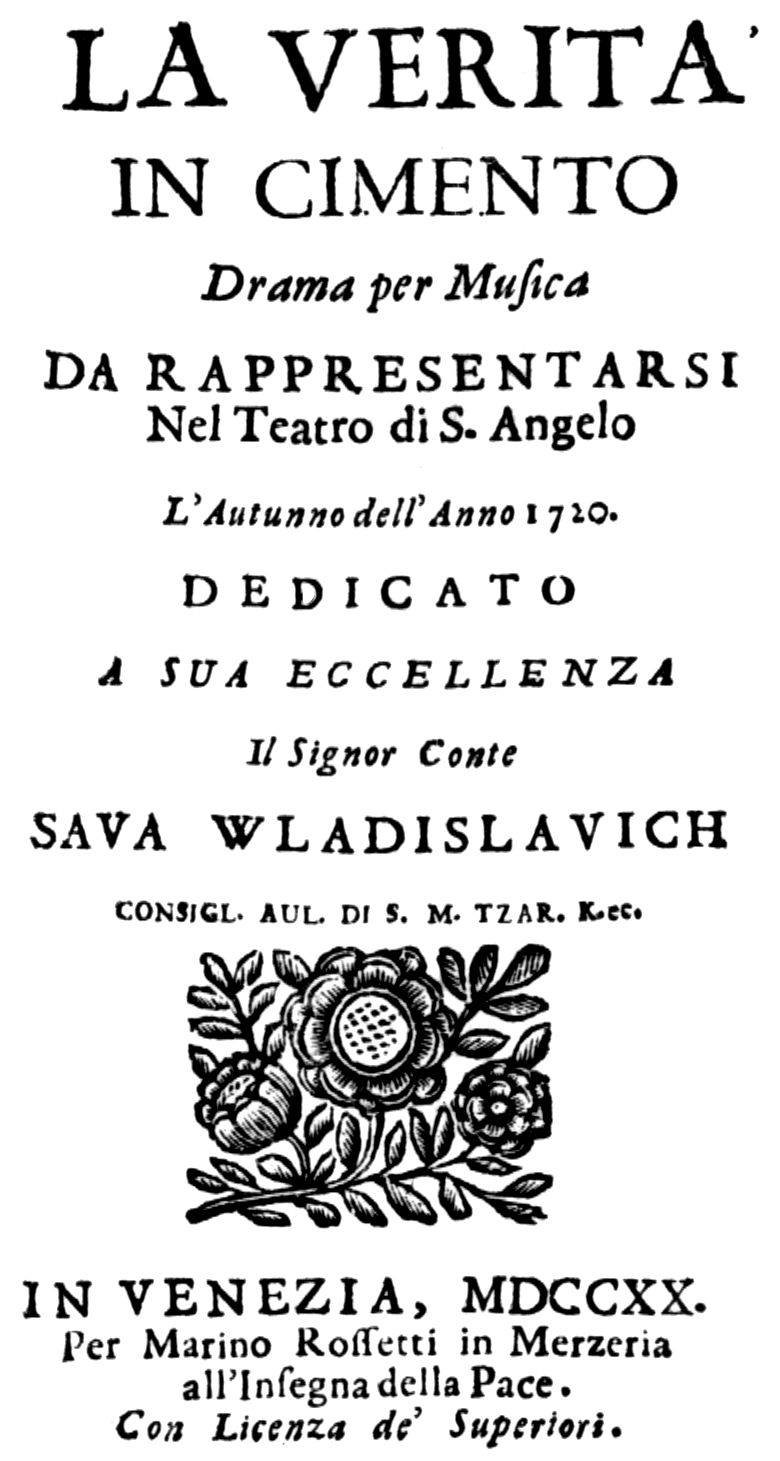
La verità in cimento, 1720.

- Le premier opéra d' Antonio Lotti: Il trionfo dell'innocenza, 1693
- La locandiera, Carlo Goldoni
- Helena rapita da Paride, Domenico Freschi, 1677
- Tullia superba, Domenico Freschi, 1678
- La Circe, Domenico Freschi, 1679
- Sardanapalo, Domenico Freschi, 1679
- Pompeo Magno in Cilicia, Domenico Freschi, 1681
- Olimpia vendicata, Domenico Freschi, 1681
- Giulio Cesare trionfante, Domenico Freschi, 1682
- Silla, Domenico Freschi, 1683
- Apio Claudio, Marco Martini, 1683
- L'incoronatione di Dario, Domenico Freschi, 1684
- Teseo tra le rivali, Domenico Freschi, 1685
- Falarido tiranno d'Agrigento, Giovanni Battista Bassani, 1685
- Il vitio depresso e la virtù coronata, Teofilo Orgiani, 1686
- Il Dioclete, Teofilo Orgiani, 1687
- La fortuna tra le disgratie, Paolo Biagio, 1688
- La Rosaura, Giacomo Antonio Perti, 1689
- Il trionfo dell'innocenza Antonio Lotti, 1693
- Il principe selvaggio, Michelangelo Gasparini, 1696
- Radamisto, Tomaso Albinoni, 1698
- Diomede punito da Alcide, Tomaso Albinoni, 1700
- L'inganno innocente, Tomaso Albinoni, 1701
- Tiberio imperatore d'Oriente, Francesco Gasparini, 1702
- Giuseppe Boniventi, Giuseppe Boniventi, 1702
- Farnace, Antonio Caldara, 1703
- Pirro, Giuseppe Antonio Vincenzo Aldrovandini, 1704
- Virginio consolo, Antonio Giannettini, 1704
- Artaserse, Antonio Giannettini, 1705
- Creso tolto alle fiamme, Girolamo Polani, 1705
- La regina creduta re, Giovanni Bononcini, 1706
- La fede tra gl'inganni, Tomaso Albinoni, 1707
- Ifiginia, Agostino Bonaventura Coletti, 1707
- Armida al campo, Giuseppe Boniventi, 1708
- L'Endimione, Giuseppe Boniventi, 1709
- Il tradimento premiato, Girolamo Polani, 1709
- Berengario re d'Italia, Girolamo Polani, 1709
- Circe delusa, Giuseppe Boniventi, 1711
- La costanza in cimento con la crudeltà, Floriano Arresti, 1712
- Le passioni per troppo amore, Johann David Heinichen, 1713
- Nerone fatto Cesare, Francesco Gasparini, 1715
- Rodomento sdegnato, Michelangelo Gasparini, 1715
- Alessandro fra le Amazoni, Fortunato Chelleri, 1715
- L'amor di figlio non conosciuto, Tomaso Albinoni, 1716
- Penelope la casta, Fortunato Chelleri, 1717
- Meleagro, Tomaso Albinoni, 1718
- Cleomene, Tomaso Albinoni, 1718
- La caduta di Gelone, Giuseppe Maria Buini, 1719
- Amalasunta, Fortunato Chelleri, 1719
- Il pentimento generoso, Andrea Stefano Fiorè, 1719
- Armida delusa, Giuseppe Maria Buini, 1720
- Filippo re Macedonia, Giuseppe Boniventi et Antonio Vivaldi, 1720
- Il pastor fido, Carlo Luigi Pietragrua, 1721
- Melinda e Tiburzio, Giuseppe Maria Orlandini, 1721
- La fede ne' tradimenti, Carlo Luigi Pietragrua, 1721
- Gli eccessi della gelosia, Tomaso Albinoni, 1722
- L'amor tirannico, Fortunato Chelleri, 1722
- Timocrate, Leonardo Leo, 1723
- Medea e Giasone, Francesco Brusa (it), 1726
- Gl'odelusi dal sangue, Baldassare Galuppi et Giovanni Battista Pescetti, 1728
- Dorinda, Baldassare Galuppi et Giovanni Battista Pescetti, 1729
- I tre difensori della patria, Giovanni Battista Pescetti, 1729
- Elenia, Tomaso Albinoni, 1730
- Gli sponsali d'Enea, Bartolomeo Cordans, 1731
- Ardelinda, Tomaso Albinoni, 1732
- Grullo e Moschetta, Giuseppe Maria Orlandini, 1732
- Alessandro nelle Indie, Giovanni Battista Pescetti, 1732
- L'ortolana contessa, Giuseppe Maria Buini et autres, 1732
- La caduta Leone, imperator d'Oriente, Giuseppe Antonio Paganelli, 1732
- Argenide, Baldassare Galuppi, 1733
- Ginestra e Lichetto, Giuseppe Antonio Paganelli, 1733
- L'ambizione depressa, Baldassare Galuppi, 1733
- Tigrane, Giuseppe Antonio Paganelli, 1733
- Motezuma, Antonio Vivaldi, 1733
- Candalide, Tomaso Albinoni, 1734
- Tamiri, Baldassare Galuppi, 1734
- Lucio Vero, Francesco Araja, 1735
- Elisa regina Tiro, Baldassare Galuppi, 1736
- Ergilda, Baldassare Galuppi, 1736
- Artaserse Longimano, Antonio Gaetano Pampani, 1737
- Ezio, Giovanni Battista Lampugnani, 1737
- Argenide, Pietro Chiarini, 1738
- Achille in Sciro, Pietro Chiarini, 1739
- Candaspe (Campaspe) regina de' Sciti, Giovanni Battista Casali, 1740
- Berenice, Baldassare Galuppi, 1741
- Artamene, Tomaso Albinoni, 1741
- Il vincitor se stesso, Ignazio Fiorillo, 1741
- L'impresario delle Isole Canarie Leonardo Leo, 1741
- Ambleto, Giuseppe Carcani, 1742
- Armida, Ferdinando Bertoni, 1746
- La caduta d'Amulio, Antonio Gaetano Pampani, 1746
- Scipione nelle Spagne, Baldassare Galuppi, 1746
- Il re dispietato, Giuseppe Maria Buini, 1747
- Tigrane, Giovanni Battista Lampugnani, 1747
- L'Arcadia in Brenta, Baldassare Galuppi, 1749
- Amor contadino, Giovanni Battista Lampugnani, 1760
- Amore in caricatura, Vincenzo Legrenzio Ciampi, 1761
- L'amore artigiano, Gaetano Latilla, 1761
- Siface, Domenico Fischietti, 1761
- Li scherzi d'amore, Francesco Maggiore, 1762
- Tieste, Ugo Foscolo, 1797
- Riverente gratulazione per le glorie Francesco II, Francesco Gardi, 1799
- Il medico a suo dispetto, ossia La muta per amore, Francesco Gardi, 1800
- Il carretto del venditore d'aceto, Johann Simon Mayr, 1800
- La casa da vendere, Giuseppe Antonio Capuzzi ou Francesco Gardi, 1804